# Manifestations de 2012 en Roumanie
Les manifestations de 2012 en Roumanie sont une série de manifestations civiles déclenchées en janvier 2012 par l'introduction de la nouvelle réforme de la santé. De plus, le président Traian Băsescu a insulté le sous-secrétaire d'État de la Santé, Raed Arafat, à la télévision roumaine en janvier 2012. Ces manifestations ont connu une deuxième phase au début dès le 4 juin 2012.
Les protestations ont été violentes, 87 personnes au total (en date de 2013) ayant été blessées au cours des affrontements entre les manifestants indignés et les gendarmes. Au matin du 5 février 2012, le Premier ministre Emil Boc annonce sa démission en raison des protestations. Il explique que sa décision serait « de relâcher la tension dans la situation politique et sociale du pays. » Les manifestations ont continué dans une moindre mesure place de l'université à Bucarest et les manifestants ont exigé la démission du président et des élections générales anticipées.

## Causes

### Législations parlementaires
En 2010, lors de la récession de la fin des années 2000, le gouvernement Boc, avec le soutien du président Traian Băsescu, impose une série de hausses d'impôts et des réductions de salaires du secteur public et des prestations sociales,. Boc impose également un nouveau code du travail, qui a été informé par les multinationales et les représentants des entreprises, comme la Chambre de commerce roumano-américaine, les grands syndicats roumains et certaines organisations d'employeurs,. À l'époque, le gouvernement Boc gouvernait par faible majorité, et l'opposition parlementaire était opposée à toutes ces nouvelles mesures. Boc fait donc usage d'une procédure spéciale créée par la Constitution de la Roumanie pour adopter les nouvelles mesures.
Durant les derniers jours de l'année 2011, le gouvernement propose un projet de loi concernant la santé. Ce projet vise à privatiser les hôpitaux publics et à réduire l'assurance santé des Roumains.

### Objection de Raed Arafat
L'un des principaux opposants à ce projet est le sous-secrétaire Raed Arafat, fondateur de la Réanimation Service Mobile d'Urgence et de Désincarcération (SMURD), un service public d'urgence partiellement financé par des dons privés et en partie par le gouvernement. Il était préoccupé par la privatisation des services d'urgence, qui, selon lui, devrait mener à la disparition du service public, et ainsi laisser les entreprises à but lucratif tirer profit des fonds privés et publics,. Le président Băsescu critique ouvertement Arafat pour son opposition. Le 9 janvier 2012, tout en téléphonant à une émission de télévision, Băsescu suggère à Arafat de quitter le gouvernement. Arafat démissionne le lendemain. Le 10 janvier, à Bucarest, Arafat et la SMURD décident de former ensemble l'opposition. Le 11 janvier, une réunion de solidarité d'Arafat-SMURD se déroule au nord-ouest de Cluj-Napoca.

### Manifestations de SMURD
Le 12 janvier 2012, les manifestations prennent de l'ampleur et se propagent à Târgu Mureș, lieu où sont localisés les bureaux du SMURD. Entre 1 500 et 4 000 personnes ont participé à une marche organisée sur le réseau social Facebook. En plus du soutien manifesté pour la SMURD, les manifestants ont également appelé à la démission de Băsescu.

### Traian Băsescu
Le soir du 13 janvier 2012, le président Traian Basescu demande l'annulation du projet de loi, à la suite des manifestations, lors d'une conférence de presse. Il critique également les opposants à ce projet de loi. Le ministre de la Santé, Ladislau Ritli, a acquiescé. Malgré ces mesures, les protestations ont continué.

## Chronologie

### Première phase
Le 12 janvier 2012, une manifestation pacifique se tient à Târgu Mureș dans le but d'exprimer sa solidarité avec le fondateur de la SMURD, Raed Arafat. Les personnes regroupées au Târgu Mureș ont organisé une marche vers les bureaux du SMURD en bloquant le trafic routier ; le nombre atteint approximativement 3 000 personnes. De nombreuses pétitions ont été mises sur Internet, ayant obtenu des centaines, voire des milliers de signatures. Le 13 janvier, dans la soirée, une manifestation prend place à la place de l'université de Bucarest, à Bucarest pour soutenir Arafat. À 19 h heure locale, des manifestants marchent vers le palais Cotroceni. Le nombre de manifestants atteint les 2 000. D'autres manifestations anti-président ont été organisées à Bucarest, Brașov, Timișoara et Sibiu. Le jour suivant, le 14 janvier des manifestants se tiennent devant la place de l'université de Bucarest et devant le palais Cotroceni. Des gendarmes et autres forces policières ont été déployées. Aux alentours de 18 h heure locale, des manifestants bloquent l'accès au boulevard Nicolae Bălcescu. Après l'intervention des gendarmes, le boulevard est de nouveau accessible. Aux alentours de 20 h 50 heure locale, des manifestants jettent des projectiles sur les gendarmes ; ces derniers ripostent à l'aide de gaz lacrymogènes pour disperser les manifestants. Des ambulances sont intervenues pour s'occuper de 20 blessés, dont cinq étaient des gendarmes. Pendant ce temps, un journaliste d'Antena 3 est blessé lors d'un jet de brique puis insulté. Des gendarmes ont interpellé 29 manifestants pour trouble de l'ordre public et jets de projectiles,. Le 15 janvier, les manifestations continuent.

### Deuxième phase
Du 24 avril au 1er mai 2012, des milliers de manifestants prennent place dans des régions historiques — en Moldavie, en Transylvanie et en Valachie — avec pour manifeste « Rendez-moi ma Roumanie ! ». Cette marche a été organisée d'une manière similaire à celle durant la révolution de 1821 en Moldavie et Valachie, avec comme points de départ les villes de Brăila, Ploiești, Galați, Constanța, Sibiu, Deva, Arad, Brad, Brașov, Craiova, Slatina et pour point d'arrivée la place de l'Université de Bucarest. Les participants exigeaient la démission du président Traian Băsescu et du gouvernement Ungureanu.